# 화순로
화순로(Hwasun-ro)는 전라남도 화순군 화순읍화순나늘목에서 화순군 동면구암교차로를 잇는 전라남도의 도로이다. 

## 주요 경유지
전라남도
- 화순군 (화순읍 . 동면)

## 노선
전 구간 국도 제22호선에 속하므로 이에 대한 별도 표기는 생략한다.
| 이름                   | 접속 노선              | 소재지 | 소재지 | 비고 |
| ---------------------- | ---------------------- | ------ | ------ | ---- |
| 화순나늘목             | 국도 제29호선 (화보로) | 화순군 | 화순읍 |      |
| 한식교                 |                        | 화순군 | 화순읍 |      |
| 다지교차로 (다지교)    | 광덕로                 | 화순군 | 화순읍 |      |
| 지실 교차로            | 지실길                 | 화순군 | 화순읍 |      |
| 지실교                 |                        | 화순군 | 화순읍 |      |
| 백동교                 |                        | 화순군 | 화순읍 |      |
|                        | 동면                   | 화순군 |        |      |
| 용포2교                |                        | 화순군 |        |      |
| 용포 교차로 (용포1교)  | 충의로                 | 화순군 |        |      |
| 운농터널               |                        | 화순군 |        |      |
| 운농1교                |                        | 화순군 |        |      |
| 천덕2터널              |                        | 화순군 |        |      |
| 천덕1터널              |                        | 화순군 |        |      |
| 동암 교차로 (동암교)   | 천덕길                 | 화순군 |        |      |
| 복암1교 복암2교 복암교 |                        | 화순군 |        |      |
| 구암터널               |                        | 화순군 |        |      |
| 구암교                 |                        | 화순군 |        |      |
| 구암 교차로            | 국도 제15호선 (충의로) | 화순군 |        |      |